# Dean Rusk

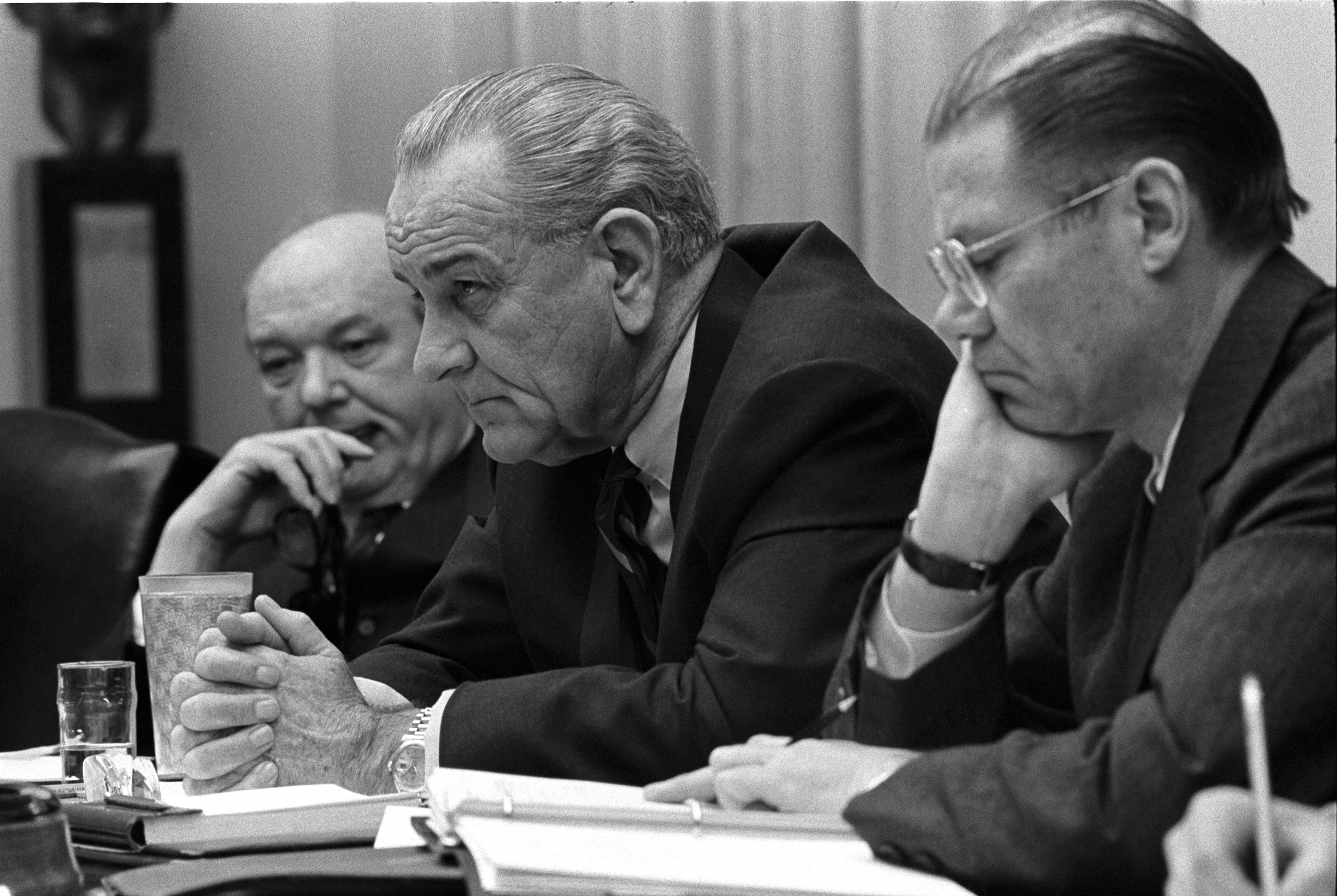
Dean Rusk với tổng thống Johnson và Robert McNamara, 9 tháng 2 năm 1968

David Dean Rusk  (9 tháng 2 năm 1909 – 20 tháng 12 năm 1994) là Ngoại trưởng Hoa Kỳ từ năm 1961 đến 1969 dưới thời các tổng thống John F. Kennedy và Lyndon B. Johnson. Rusk là vị ngoại trưởng tại vị lâu thứ nhì trong các đời Ngoại trưởng Hoa Kỳ, chỉ sau Cordell Hull và có thời gian giữ chức vụ này bằng William H. Seward.

## Tiểu sử
David Dean Rusk sinh ở một vùng nông thôn của quận Cherokee, Gruzia, cha ông là Robert Hugh Rusk và mẹ ông là Frances Elizabeth (nhũ danh Clotfelter) Rusk. Cậu học Trường công lập Atlanta, tốt nghiệp từ Trường trung học Henry W. Grady năm 1925, và trải qua hai năm làm việc cho một luật sư Atlanta trước khi làm ở Davidson College. Rusk được "Monk" Trẻ huấn luyện môn bóng bầu dục và là một thành viên của đội chi hội Hội Kappa Alpha, và Hội danh dự quân sự quốc gia Scabbard and Blade trở thành trung tá chỉ huy tiểu đoàn quân huấn luyện sĩ quan dự bị. Ông tốt nghiệp Phi Beta Kappa năm 1931. Khi đang học ở Anh theo học bổng Rhodes tại St. John's College, Oxford, ông đã nhận được giải hòa bình Cecil năm 1933.
Rusk kết hôn với Virginia Foisie (sinh ngày 5/10/1915 – mất ngày 24/2/1996) ngày 9 tháng 6 năm 1937. Họ có ba người con: David, Richard và Peggy Rusk.
Rusk giảng dạy tại Mills College ở Oakland, California từ năm 1934 đến năm 1949, và ông có bằng luật từ Đại học California, Berkeley năm 1940.